# クエルナバカ大聖堂
クエルナバカ大聖堂 (スペイン語: Catedral de Cuernavaca) と呼ばれる聖母被昇天大聖堂 (スペイン語: Catedral de la Asunción de María) は、メキシコのモレロス州クエルナバカに位置する、カトリック教会のクエルナバカ教区の教会（司教座聖堂）。
この教会とそれを取り巻く修道院は、16世紀前半にポポカテペトル山周辺に建築された修道院群の一つであり、その初期にはスペインによるアステカ帝国の征服後の先住民に対する宣教活動のために建築された。18世紀より修道院の教会群は都市の教区教会の機能をもちはじめ、19世紀後半には司教座聖堂に昇格された。他のメキシコの大聖堂と異なりこの大聖堂は都市の中央広場に面していないが、ちょうど南に位置し敷地内の他の修道院建築群と共に自らの壁で囲まれている。
これらの建築群の中でも重要な教会である大聖堂ではいくつかの改修計画が持ち上がっており、最後に起こった改修計画は1957年であった。この改修計画では内装に残されていた古い装飾は取り除かれ、シンプルで現代的なものに置き換えられた。また、この改修作業には、覆われていた17世紀の壁画で、日本で殉教したフェリペ・デ・ヘススを含む日本二十六聖人の物語が描かれた400平方メートル (4,300 sq ft)の内壁を露にする作業が含まれていた。

## 歴史

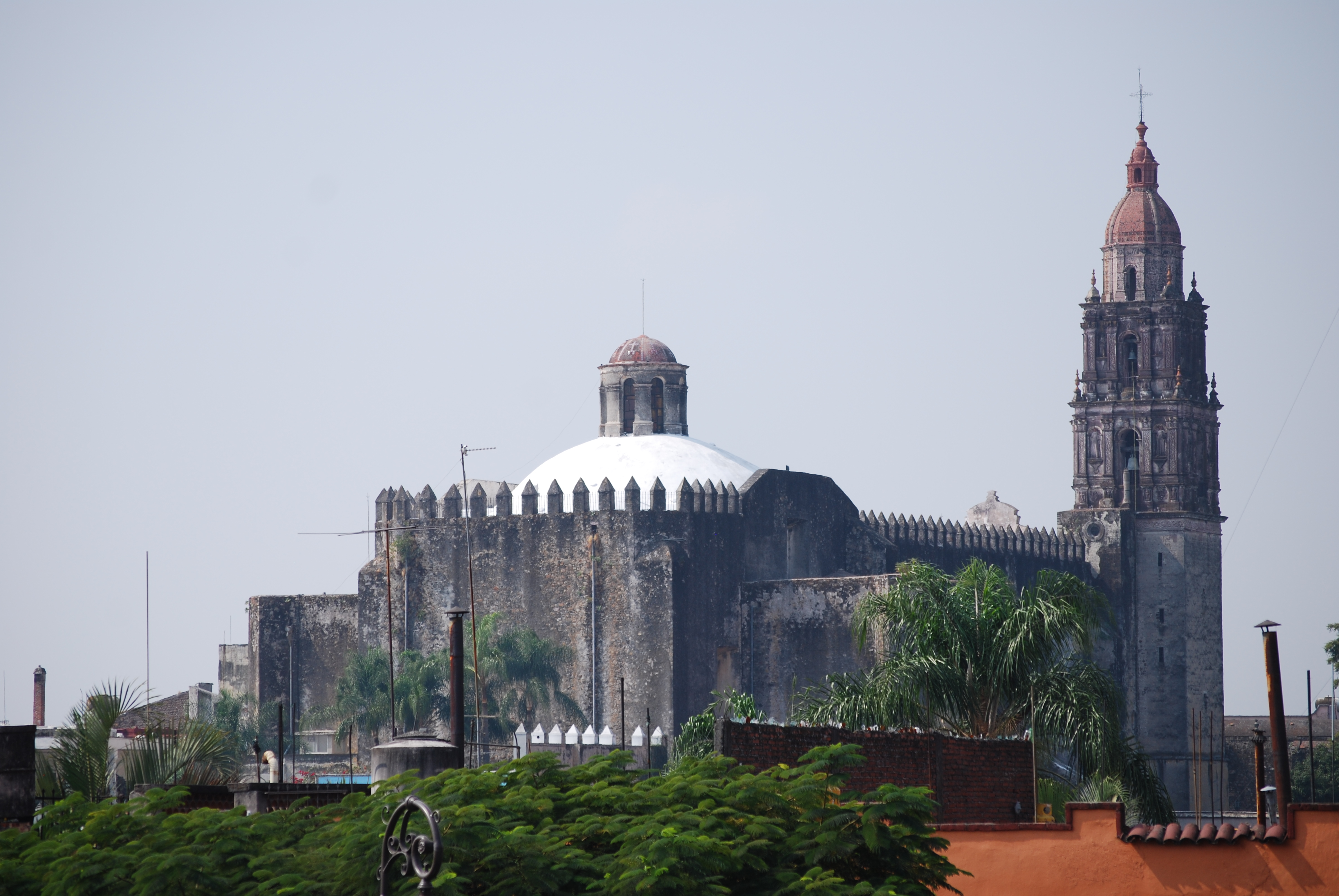
守備に使われたマーロンに隠れて見える大聖堂

この教会はクエルナバカの聖母被昇天修道院(スペイン語: monasterio de la Asunción de María)の一部である。いくつかの大きな要塞形式の修道院群のひとつであったこの修道院は、16世紀初頭に現在のモレロス北部でプエブラ州より西に遠く離れたポポカテペトル山近くに建築された。これらの修道院群はスペインによるアステカ帝国の征服の直後、先住民の討伐と宣教のために建築されている。これらの修道院が始めた宣教運動は、南方のオアハカや中央アメリカへ広がり、のちにはヌエバ・エスパーニャ（新イスパニア）の植民地全般に広まった。
1525年、ヌエバ・エスパーニャに訪れたフランシスコ会の最初の12人とその後に新しく到着した数名によりクエルナバカ修道院の共同体は設立された。彼らの中にはアントニオ・マルドナド (Antonio Maldonado) 、アントニオ・オルティス (Antonio Ortiz) 、アロンソ・デ・エレッラ (Alonso de Herrera) 、ディエゴ・デ・アルモンテ (Diego de Almonte) などが含まれた。修道院共同体の元来の目的は地域の先住民への宣教にあり、のちには他のヌエバ・エスパーニャ各地へ向かう宣教師たちへの教育や住居に利用された。ただし、主となる教会と壁に囲まれた中庭は元々からスペイン人と先住民の貴族以外は立ち入り禁止とされていた。これらの建築群そのものは、1529年にエルナン・コルテスの妻のフアナ・デ・スニガ・デ・コルテスの土地供与により始まった。これはトリビオ・デ・ベナベンテ・モトリニーアの要請と監修によるもので、ヌエバ・エスパーニャにおいて5番目の建設工事であった。この時期における他の修道院と同様、まだ敵対的な先住民から新規の修道者を守る要請から、高く大きく厚い壁とマーロンが共に建てられた。元来の修道院の土地は現在の建築群を越えて広がっており、大きな庭園や修道士たちへの食料やその他の必要なものを供給するために使われた土地が含まれていた。
教会を含む建築群は段階的に建築され、それらの改築は16世紀から始まった。1532年には北側の出入口におとめマリアのモノグラムが彫られたが、この北側のファサードの竣工を示したものではなく、最もそれらしい説では1574年に完成している。この年に死亡した修道士が食料の貯蔵具合をみるために教会の屋根に登ることに慣れたという話が記録されており、これは先住民の家屋の屋根で行われている作物の乾燥を確認するためであった。この地を訪れた修道士のアロンソは1585年に、建築群は完成し、良い構成で、教会、寮、庭園が含まれていると書き記している。この地での何人かの以前からいた修道士たちの死と退任について同じ修道士が記している。ほとんどの主な教会は、17世紀後半に完成された。
しかし、初期の建築から修道院の地上階のアーチに沿って残されている教会の外郭だけは、その後の改築計画の原因となった。歴史を通してこれらの教会建築物群、特に主となる教会は、何度か改装された。これは宣教運動の重要な拠点というだけではなく、のちには大聖堂になった教区教会としての重要性によるものでもあった。この大聖堂を含む14の初期修道院建築群は世界遺産に登録されたが、この大聖堂はその中でも建築されてから大規模な改修を経験した唯一のものである。
17世紀にも教会への改修が施された。始まりは、2つのチャペルの建設で、これにはラテン十字を配置するための設計がなされた。この時、クワイヤには側祭壇とおそらくいくつかの部位もまた同様に追加された。1713年には“liternilla”と共にアーチ形の天井と鐘楼が建築物の南東の角に追加された。簡素であったこれまでの過去の改装と異なり、これらはバロック式で建築され通例通りの複雑な装飾が施された。鐘楼の足元には時計が置かれた。この時計はフランシスコ会の神父がセゴビア大聖堂のために組み上げたもので、16世紀にカール5世からエルナン・コルテスに下賜されたものであった。
18世紀中頃には、内装が改装され全ての形式の宗教的芸術作品による装飾が大いに追加された。これには銀などの高価な素材により作られたものも含まれた。これはクエルナバカの都市の教区教会の機能を持ちはじめたのと同時期のことであった。

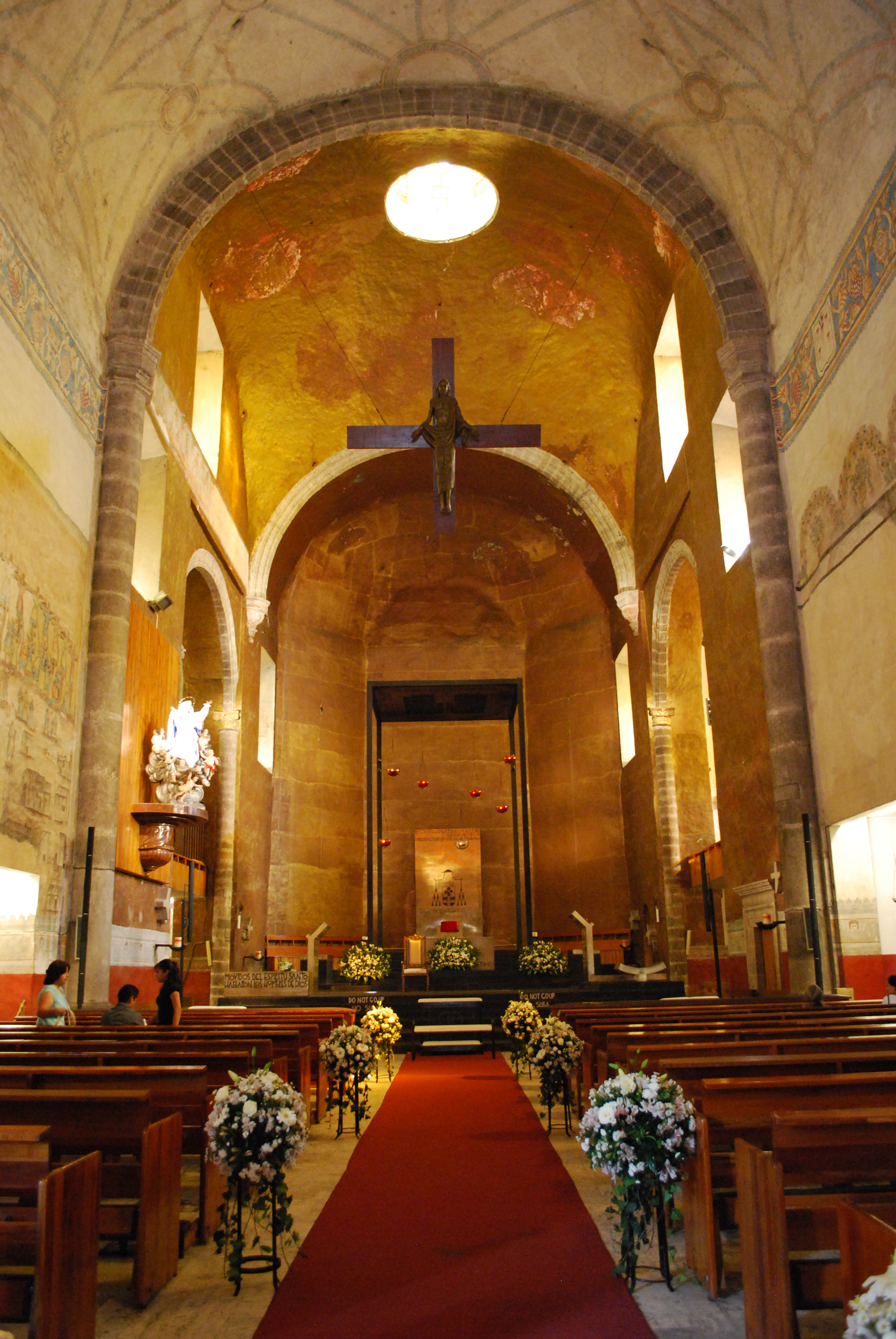
主祭壇の領域では復旧された壁画と現代的な内装を見ることができる

修道院であり教区教会でもある建物と土地は19世紀に改革（レフォルマ）法によりメキシコの多くの修道院と女子修道院が没収・閉鎖されるまで同じままで残された。聖母被昇天 (La Asuncion de Maria) 修道院は閉鎖され、現在残されているものを除いてその多くの土地と建築物を失った。現在のロバート・ブラディ美術館は修道院建築群のかつての部分のうちの一つである。1882年、地震により塔の上部が崩壊した。神父のビセンテ・サリナス・イ・リベラス (Vicente Salinas y Riveras) に要請されホセ・ゴンザレス・ベラウサラン (José Gonzaléz Belauzaran) の監修によって再建された。
1891年、レオ13世によりモレロス地域を管理するクエルナバカ教区（司教区）が確立され、教区（小教区）教会であった聖母被昇天 (Nuestra Señora de la Asunción) 教会はクエルナバカ大聖堂と変更された。最初の司教はフォルティノ・イポリト・ヴェラ (Fortino Hipólito Vera)であった。20世紀初頭、メキシコ革命中にカランサ派の将軍であったパブロ・ゴンザレス・ガルサにより建造物群の一部が本部として利用された。
20世紀半ばには、この教会は金で装飾されたチュリゲーラ様式の主祭壇とそれに連なる2つの側祭壇及びその柱頭と列柱に聖母マリアの木製の彫刻を含む、かつての豊かな装飾を残していた。これらの柱頭の一つは、クエルナバカにおいての最初のミサを祝った場所に関連したものとして重要であった。しかしながら、1957年には大聖堂は連邦政府により、新たに大規模な改築を施工されることとなった。この内いくつかの作業は各構成部の元々の状態への復元から成っており、復元には修道院の庵室、食堂、図書室、通廊が含まれた。また、いくつかのバロック式の要素が鐘楼に追加された。しかし、最も大きな変更は主教会の内装であった。主身廊のほとんどの壁を覆う漆喰の外側の層は除去され、18世紀頃の壁画作品が露出された。この作品は長崎において十字架刑にかけられ殉教したフェリペ・デ・ヘススと他の宣教師たちの物語を伝えるものである。特に主祭壇の領域を中心に、チュリゲーラ様式の祭壇と他の古い構成物は概ね撤去されシンプルで現代的なものに置き換えられた。撤去された古い装飾は敷地内のピナコテーカ（美術ホール）に置かれたが、一般公開されていない。
1994年、大聖堂とそれを構成する一連の建造物はポポカテペトル山腹の16世紀初頭の修道院群の一部としてユネスコの世界遺産に登録された。

## 解説

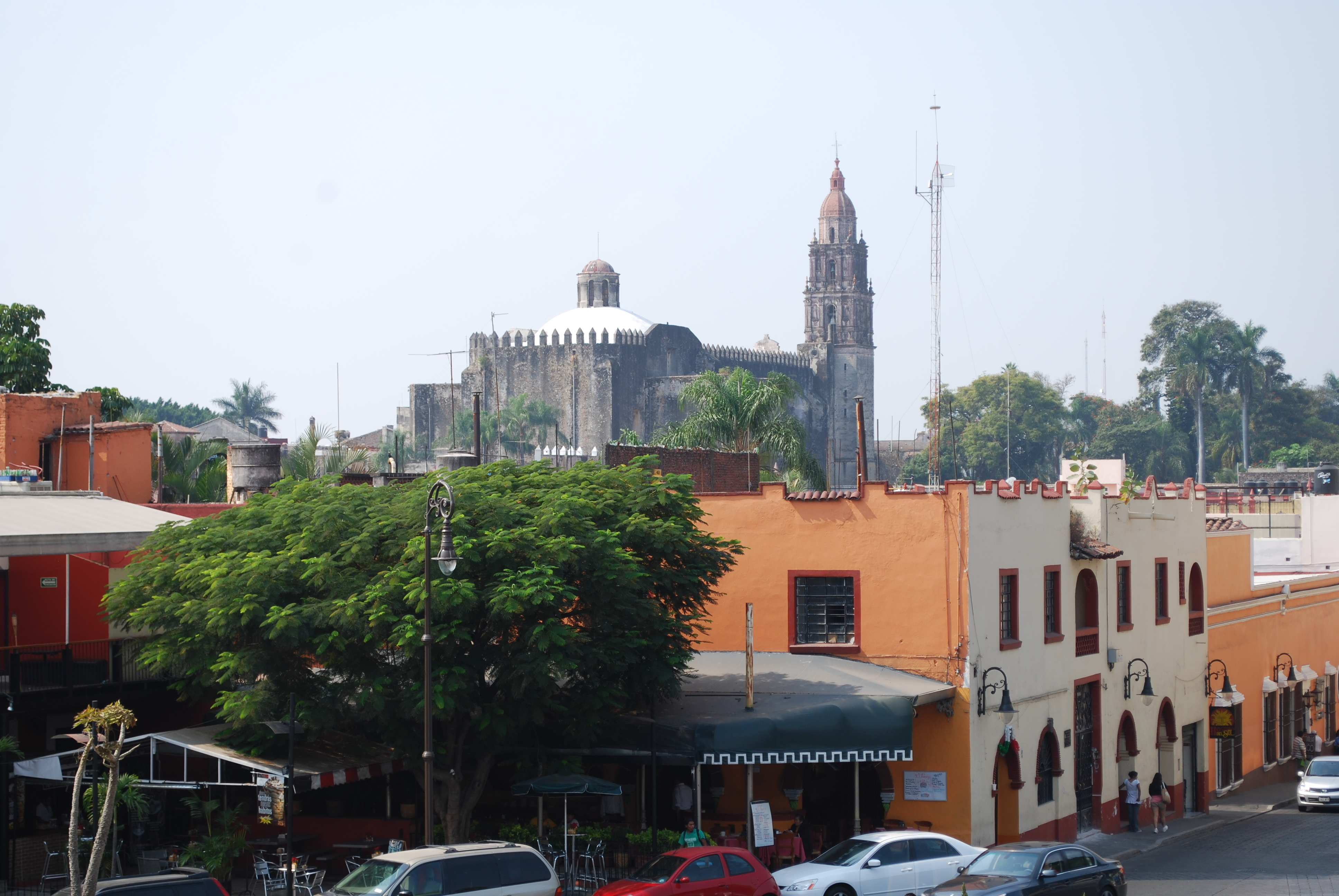
市内中心部にあるコルテス宮殿から見た大聖堂

大聖堂を構成する一連の建造物は歴史的な都市中心部に位置するが、他のメキシコの都市と異なり、最も重要な教会が中央広場に置かれていないが、ちょうど南であるイダルゴ街道とモレロス街道の角に位置する。これらの建造物群は、主教会（大聖堂）、修道院、いくつかのチャペルや小さな教会による建築群を壁で取り囲んだ形で構成されている。主教会と修道院は敷地の北東に位置し、他の小さな教会やチャペルは側面や角に位置している。この敷地は残りの領域と中庭を含めて、L字のように構成されている。この全体的なレイアウトは継続的に建築されたものによりいくつか小さくなっているが、最初に建築されたときと同一である。これらの土地と修道院内の聖域であった場所は、修道士と訪問者に孤立感を与えるため、人が集まる中心地から意図的に外された。中庭はかつては墓地として機能していたが、今日では木々とさまざまなものに繋がる小道となっている。中庭の中央付近には、おそらく一連の建造物の中でも最も初期に作られたであろう石の土台と石でできた十字架が設置されている。石の土台は1.7 m × 1.7 m の直方体であり、一部の学者によればcuauhxicalli（アステカにおいて心臓を捧げた祭壇）や人間の生贄を捧げた台座と同等のものであったとされる。この土台は現地の（非キリスト教の）信仰に対するキリスト教の勝利を意味するものとして使われた。この十字架は一つの砂岩から作られている。また、中庭には「殺されたあるスペイン人」の記念碑が建てられている。

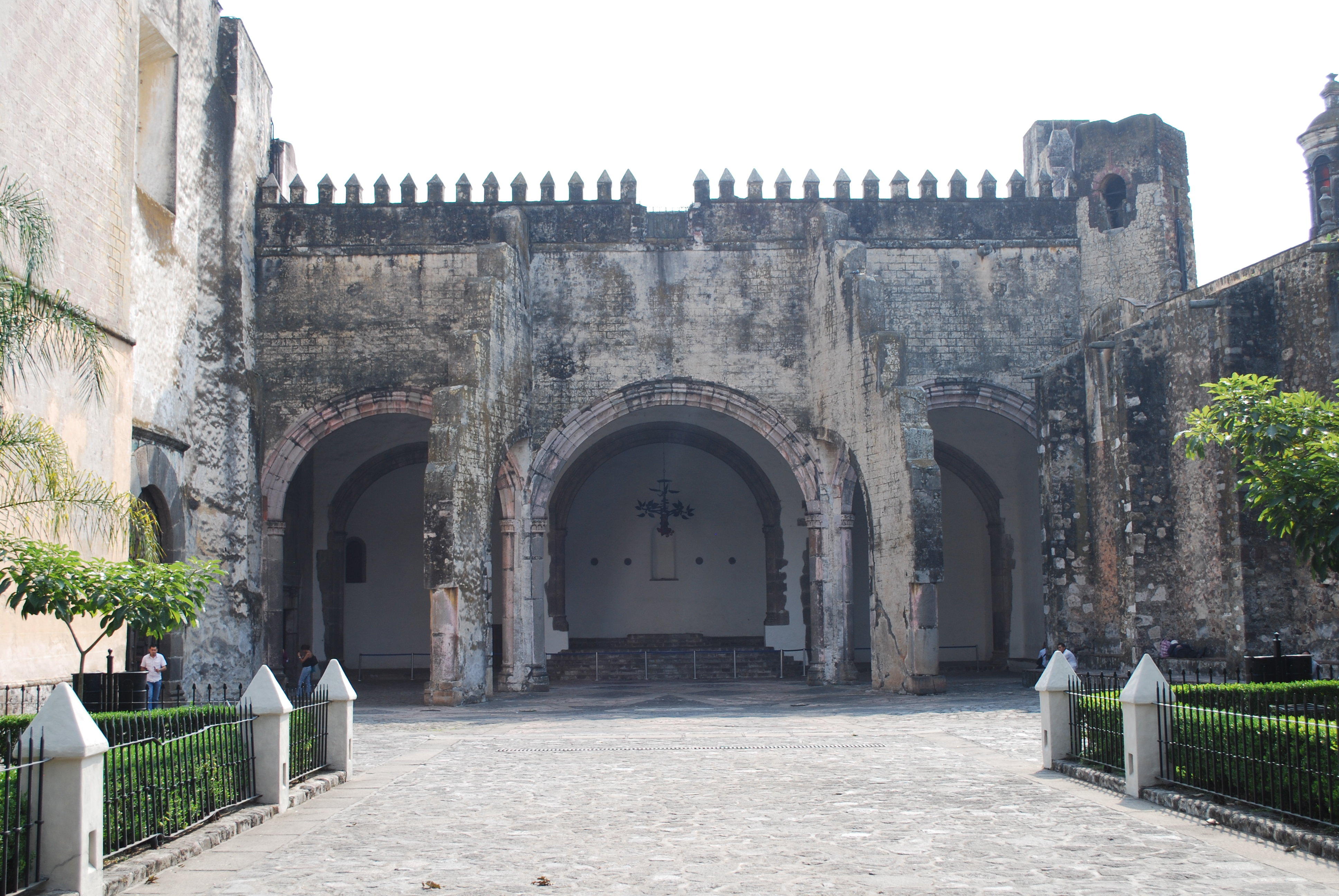
聖ヨゼフのオープンチャペル

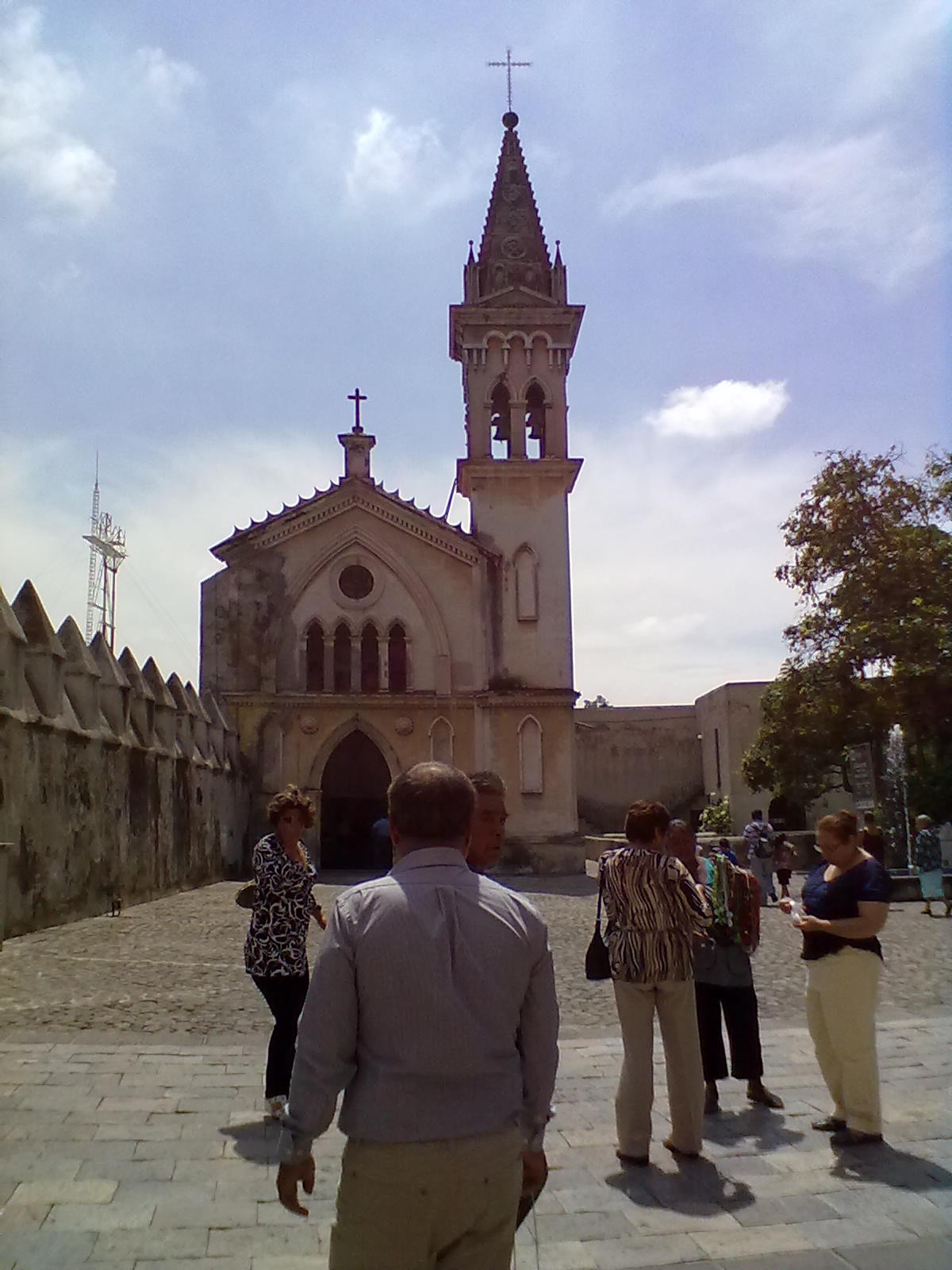
聖母マリアのチャペル

敷地の西側にはオープンチャペルが存在し、これは大聖堂と付随する修道院の南に位置する。このチャペルはスペインによる建築群でも最も初期のもので、エルナン・コルテスがクエルナバカを自身の領地として定めると決めたのちに建築された。また、本来は今日も残るものより大きかった。このオープンチャペルはミサに使われるだけではなく、演劇や舞踏などのイベントにも使われ、信仰をより深めることを意図して設計された。オープンチャペルの屋根は大きなアーチで支えられ、これは修道院への柱廊としての機能も持っている。中央の中庭を囲む二階建ての修道院部は、20世紀に現在の外観へと復元され、今日では司教区の事務室として使われている。各階には廊下があり、アーチにより分けられる。この修道院には数点のフレスコ画が残されており、そのうちのいくつかには日本やフィリピンでのヌエバ・エスパーニャの宣教師たちが描かれている。主教会はまっさらなファサードを持ち、唯一の華やかな装飾は鐘楼にすえられた時計だけである。聖堂内部の大きな空間には（通常は主祭壇のある場所に）青銅で作られたイエス・キリストが掲げられた十字架と子羊と本が存在するだけであり、その正反対（の聖堂の端）には大きな石の洗礼盤だけが存在する。内部は近代的な内装でがらんとしていて、特に主祭壇の場所では顕著である。主祭壇の位置にキリストの掲げられた十字架があり、現代的な十字架やその他の装飾品が側壁に存在する。しかしながら、最も重要な装飾は18世紀の説話の壁画である。この壁画は20世紀の改修作業中に露出された。壁画は400 m² に渡って教会の礼拝空間の両側の壁を覆い、フェリペ・デ・ヘススと宣教者たちの日本への到着とその殉教を伝える。壁画はおそらく17世紀中頃、1627年にフランシスコ会の宣教師が列福されたのちに描かれた。この壁画は初期フレスコ画の手法で描かれている。この壁画か誰によって描かれ、どのような政治的背景によって作成されたか、わずかに知られており、それによればルイス・イスラ・ガルシア (Luis Islas Garcia) というこの修道院に住み先住民たちを助けたアジア人の一人の学者がその作者だとしている。しかしながら、長崎にある殉教者記念館の神父結城ディエゴはこれらの壁画は完全にこの地域でのみの作品だとした。フェリペ・デ・ヘススは1627年に列福され、1629年に列聖された。メキシコにおける最初の聖人というだけではなくフランシスコ会の聖人としてフェリペの物語の重要性が確立されるようになった。フェリペはメキシコにおいて植民地時代を通しクリオーリョの象徴として関連付けられるようになった。しかしながら、この壁画は19世紀には覆われその存在は忘れられた。この作品は20世紀の大聖堂の改築中に、建築家のリカルド・ロビーナ (Ricardo Robina) によって再発見された。

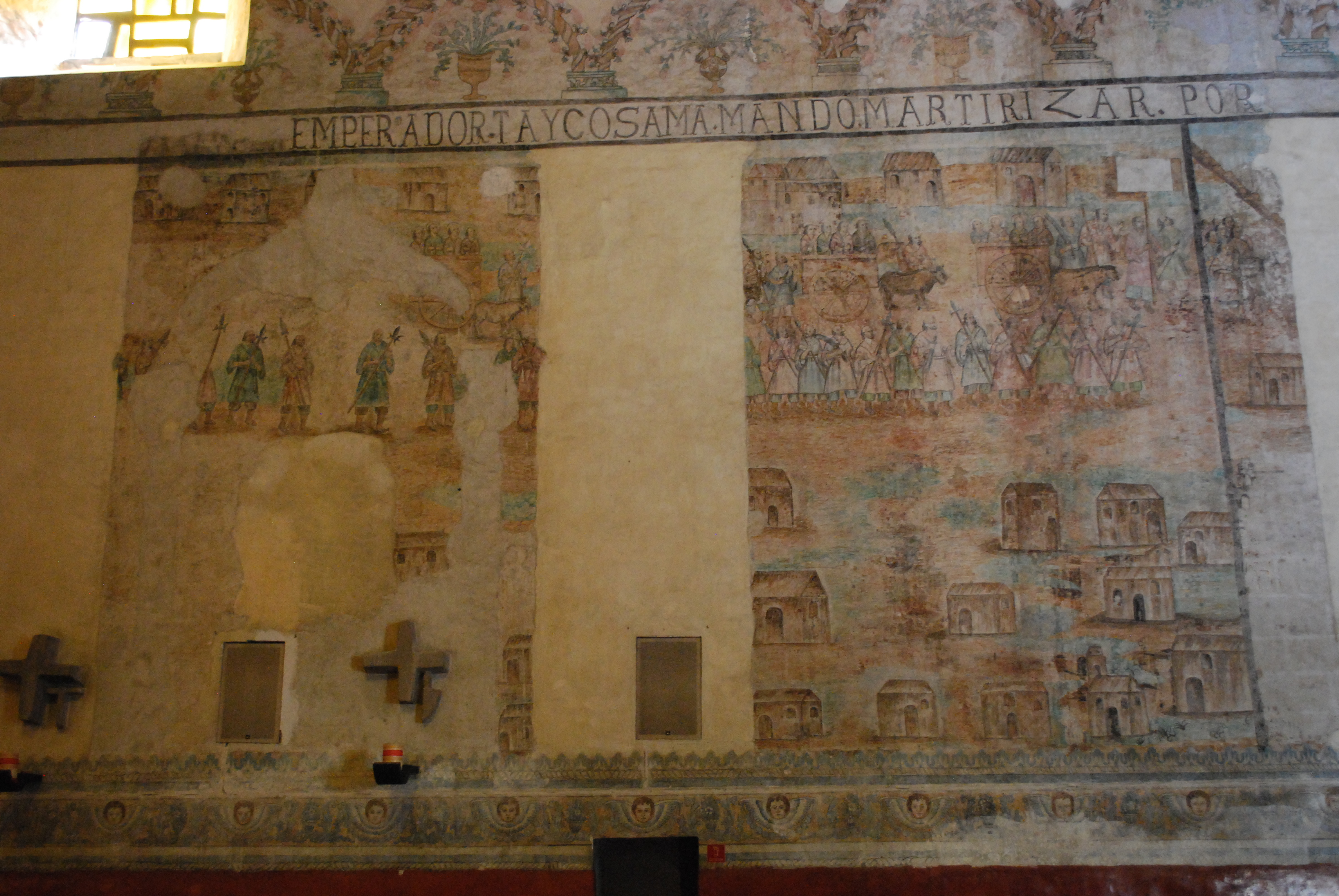
教会内部の壁画作品の一部. EMPERADOR TAYCOSAMA （皇帝の太閤様）の文字を見ることが出来る

壁画の物語は教皇によりフィリピンから日本を訪れた23人の宣教師が祝福されることにより始まる。この壁画には「皇帝太閤さまが（中略）のために殉教を命じた」とラテン語で記述されている。谷口は、これらの壁画はフェリペ・デ・ヘススを顕彰する目的で描かれたとした。伝説の一つでは、フェリペの殉教の日、メキシコの彼の家族の果樹園のイチジクの木が命を吹き返したと言われる。
この建造物にはピナコテーカまたは美術品収蔵部屋が含まれており、考古学的な物品だけではなく16世紀から19世紀にかけての芸術作品や絵画が収められている。このコレクションは何人かの収集結果であるが、二番目のクエルナバカ司教であるフランシスコ・プランカルテ・イ・ナヴァレッテ (Francisco Plancarte y Navarrete)により始まったと考えられている。プレ・ヒスパニックの芸術品や希少な宗教的芸術品など、彼の私的なコレクションはエピスコパル宮殿の2つの部屋で歴史博物館の一部となっている。後にタペストリーなどのもっと宗教的な品々は今日でも追加されている。1987年には、これらのコレクションはより良い環境で大聖堂内で収蔵されるようになった。Juan Dubernard Chavenau の取り組みにより、書物やその他の品々は“Adopt a Work of Art（芸術作品の採用）”と呼ばれるメキシコのプロジェクトにおいて、最終的にはメキシコ国立人類学歴史学研究所に施設内により適切な保存場所を作るよう確信させた。
この取り組みの中では、コレクション内の58点の宗教的絵画の修復も行われた。ある重要な絵画の一つのシリーズでは『Apostolado』と呼ばれる使徒をそれぞれ描いた12の絵画があり、この形式の絵画類はメキシコに3つだけ現存するうちの1つであった。その他の絵画の中には16世紀から伝わる『Estigmatización de San Francisco de Asís』（アッシジの聖フランチェスコの聖痕）が含まれている。これは、おそらく元々主祭壇にあったレリーフで聖フランシスコが跪き聖痕を受けている様子が描かれている。他にも17世紀より伝わる『La natividad de Ia Virgen María』（聖マリアの誕生）や『San Francisco Javier』（聖フランシスコ・ザビエル）、18世紀の『La última cena』（最後の晩餐）や19世紀にラファエル・フロレス (Rafael Flores) によって描かれた『Jesús calma Ia tormenta』（嵐を鎮めるイエス）などが含まれる。

## 聖堂

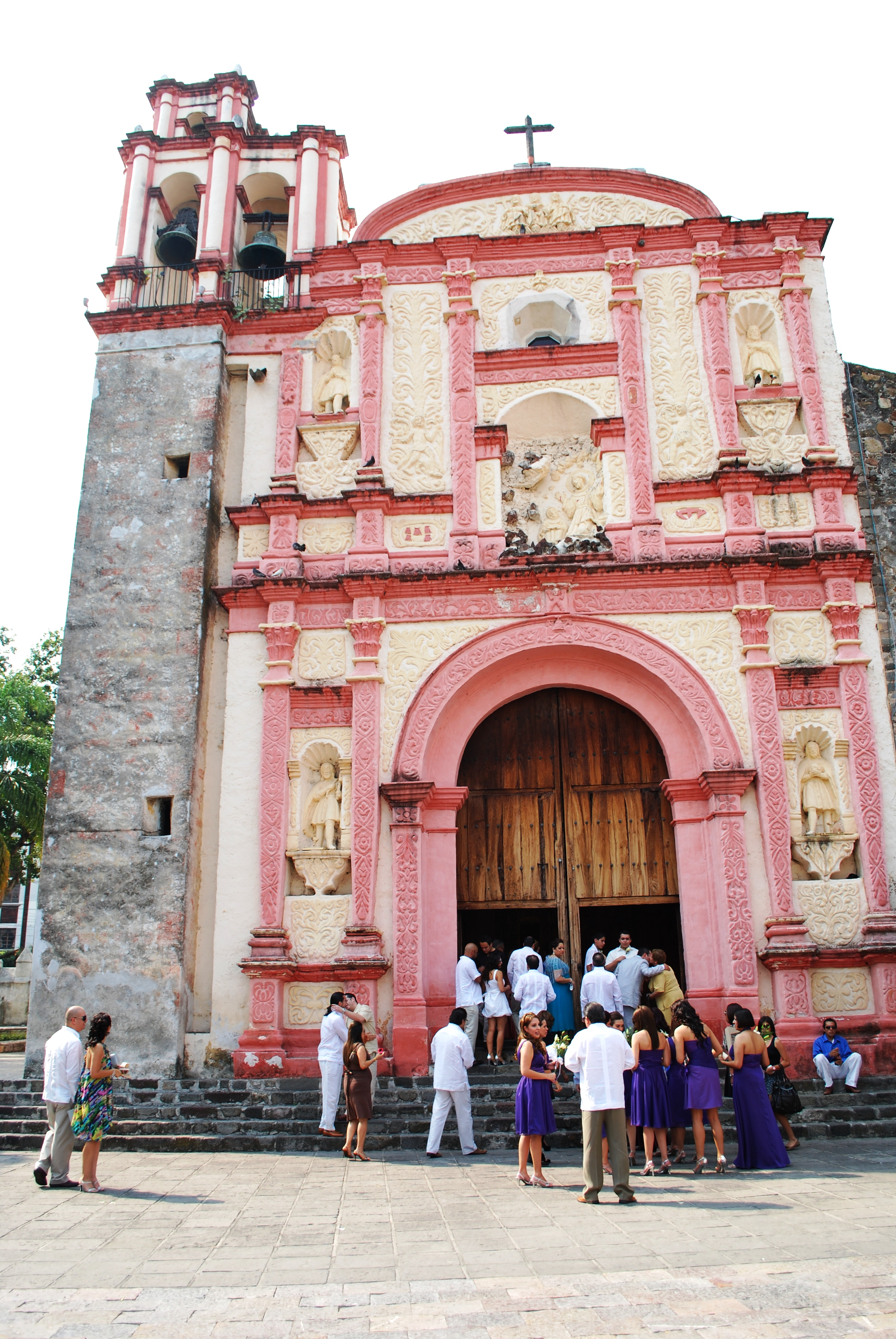
第三修道会聖堂のファサード

最も重要な別棟のチャペル（聖堂）は聖ヨゼフに捧げられたカピージャ・アビエルタと呼ばれるオープンチャペルである。この形式の建築物は16世紀前半にメキシコの修道院で多く建てられたものの一つで、通常、ミサの説教とこの時期においての先住民の改宗ミサと一体とした宗教的活動を行う事が意図されていた。かつてヘルナン・コルテスがクエルナバカに居住していたときにはこのチャペルを所有していたと考えられる。建築に当たっては、ティエトラマ (Tletlama)、クエンテペク (Cuentepec)、 ミアカトラ (Miacatla)、テミスコ (Temixco)、サン・フランシスコ・コアトラン (San Francisco Coatlán)、マサテペック (Mazatepec)、サン・ミゲル・コアトラン (San Miguel Coatlán)、クアウチチノラ (Cuauchichinola)、ウアヒントラン (Huajitlán)、パンチマルコ (Panchimalco)、トラテンチ (Tlatenchi)、ウイツィラ (Huitzila)、コアホムルコ (Coajomulco)、オコテペック (Ocotepec)、テミルパ (Temilpa)、サンタ・マリア・ウエカティトラ (Santa María Huecatitla)、テテラ (Tetela)、トラルテナンゴ (Tlaltenango) を含むクエルナバカ周辺の数々の村落より先住民の作業者が徴用された。他の多くのカピージャと異なり、教会に対して垂直の方向ではなく平行して建築されている。これはメキシコやスペインの他の設計においても前例のないものである。修道院の領域にはポルチコが備えられ、これはメキシコにおいてこの種の最初のものであった。これは中庭の壁を背にするように建てられた。1882年の地震によりこのカピージャも被害を受けた。これによる改修工事で本来の紋章が見えるようになった。カピージャの内装は、修道院の正門を大きく越えるように"聖フランシスコとの霊的な繋がり"が壁に描かれている。これはフランシスコ会を創設したこの聖人の生涯を象徴するものである。この壁画には劣化がみられる。今日では、このオープンチャペルは結婚式に頻繁に利用されている。
次に重要なチャペルは 第三修道会聖堂 (スペイン語: Capilla de la Tercera Orden) である。これは1722年に敷地内の北西の角にフランシスコ会の修道士であったエンリケ・デ・ヘレス (Enrique de Jeres) によって建てられた。のちに最初のクエルナバカ司教によりこの別室の一つに神学校が導入され、これは19世紀のこの都市において最も重要な教育機関の一つとなった。このチャペルはバロック様式と呼ばれるチュリゲーラ様式で建築された。ファサードには天使と聖人たちが彫刻され、そのうちのいくつかは先住民の頭飾りを付けている。鐘楼は二階建てであるが高くない。南側にある正門の上部は貝殻の形にかたどられている。内部にはその名が刻まれたラテン十字が配置され、上部のクワイヤ、ネーブ、アプスは分かれている。主祭壇はバロック様式で色とりどりの花と、天使及び聖人たちで豊かに装飾されている。この祭壇は先住民の職人により作成された。
敷地内の他の2つの大きなチャペルはヌエストラ・セニョーラ・デ・ロス・ドロレス（悲しみの聖母、Nuestra Señora de los Dolores）聖堂とサンタ・クルス (Santa Cruz) 聖堂である。悲しみの聖母聖堂は建築群のなかでも古いもので、主教会より前に建てられた。サンタ・クルス聖堂はネオ・ゴシック建築で、カルメル山の聖母を讃えている。